# Пасу-Фунду (микрорегион)

Пасу-Фунду на карте.

Пасу-Фунду (порт. Microrregião de Passo Fundo) — микрорегион в Бразилии, входит в штат Риу-Гранди-ду-Сул. Составная часть мезорегиона Северо-запад штата Риу-Гранди-ду-Сул. 
Население составляет 	327 703	 человека (на 2010 год). Площадь — 	7 075,139	 км². Плотность населения — 	46,32	 чел./км².

## Демография
Согласно сведениям, собранным в ходе переписи 2010 г. Национальным институтом географии и статистики (IBGE), население микрорегиона составляет:						
| Полное население                             | Полное население                             | Полное население                             | Полное население                             | 327 703 |
| -------------------------------------------- | -------------------------------------------- | -------------------------------------------- | -------------------------------------------- | ------- |
| в том числе:                                 | Городское население                          | 270 821                                      | Процент городского населения, %              | 82,64   |
|                                              | Сельское население                           | 56 882                                       | Процент сельского населения, %               | 17,36   |
|                                              | Мужское население                            | 159 247                                      | Процент мужского населения, %                | 48,59   |
|                                              | Женское население                            | 168 456                                      | Процент женского населения, %                | 51,41   |
| Плотность населения, чел/км²                 | Плотность населения, чел/км²                 | Плотность населения, чел/км²                 | Плотность населения, чел/км²                 | 46,32   |
| Население микрорегиона в % к населению штата | Население микрорегиона в % к населению штата | Население микрорегиона в % к населению штата | Население микрорегиона в % к населению штата | 3,06    |

## Статистика
- Валовой внутренний продукт на 2003 составляет 4 362 455 710,00 реалов (данные: Бразильский институт географии и статистики).
- Валовой внутренний продукт на душу населения на 2003 составляет 13 922,97 реалов (данные: Бразильский институт географии и статистики).
- Индекс развития человеческого потенциала на 2000 составляет 0,797 (данные: Программа развития ООН).

## Состав микрорегиона
В составе микрорегиона включены следующие муниципалитеты:
1. Камаргу
2. Каска
3. Казейрус
4. Шарруа
5. Сириаку
6. Кошилья
7. Давид-Канабарру
8. Эрнестина
9. Жентил
10. Ибираярас
11. Марау
12. Мату-Кастельяну
13. Мулитерну
14. Николау-Вергейру
15. Пасу-Фунду
16. Понтан
17. Ронда-Алта
18. Санта-Сесилия-ду-Сул
19. Санту-Антониу-ду-Палма
20. Сертан
21. Сан-Домингус-ду-Сул
22. Тапежара
23. Ванини
24. Вила-Лангару
25. Вила-Мария
26. Агуа-Санта